# Венеция (станция метро)
Венеция (итал. Venezia) — строящаяся станция линии С метро города Рим, Италия.

## Описание
Будет расположена в центре Рима. будущая западная конечная, на 7 км продлении линии С. Подземная станция.

## Строительство
Работа по станции начата 22 июня 2023. 8 этажей, последний на глубине 45 метров, площадь каждого 4500 кв.метра. 27 эскалаторов, первый этаж археологический музей находок при строительстве. тоннели к станции пройдены.

## Перспективы
Планируется дальнейшее продление линии С на 2 станции.